# Réduction polynomiale
 (novembre 2012).
Si vous disposez d'ouvrages ou d'articles de référence ou si vous connaissez des sites web de qualité traitant du thème abordé ici, merci de compléter l'article en donnant les références utiles à sa vérifiabilité et en les liant à la section « Notes et références ».
Une réduction polynomiale est un outil d'informatique théorique, plus particulièrement de théorie de la complexité. C'est une classe particulière de réductions particulièrement importante, notamment pour le problème P = NP. Cette notion permet de définir la notion de NP-difficulté et donc de NP-complétude.  

## Définition
Dans le cadre des langages formels pour les problèmes de décision, on dit qu'un langage {\displaystyle L_{1}\!} est réductible en temps polynomial à un langage {\displaystyle L_{2}\!} (noté {\displaystyle L_{1}\leq _{P}L_{2}}) s'il existe une fonction calculable en temps polynomial {\displaystyle f:\left\{0,1\right\}^{*}\rightarrow \left\{0,1\right\}^{*}} telle que pour tout {\displaystyle x\in \left\{0,1\right\}^{*}}, {\displaystyle x\in L_{1}} si et seulement si {\displaystyle f(x)\in L_{2}}. On appelle la fonction {\displaystyle f\!} la fonction de réduction, et un algorithme polynomial qui calcule {\displaystyle f\!} est appelé algorithme de réduction.

## Relation entre un problème de décision et son langage associé

### Codage
Soit {\displaystyle Q\!} un problème de décision. Les instances de ce problème sont des objets abstraits au sens où leur définition est purement mathématique. Pour permettre l'implémentation de ce problème, elles doivent être cependant représentées sous une forme compréhensible par le programme. Ici intervient la notion de codage. On définit une fonction de codage {\displaystyle c\!}  d'un problème de décision {\displaystyle Q\!} comme étant une application injective qui associe à l'ensemble des instances abstraites de {\displaystyle Q\!} un élément de {\displaystyle \left\{0,1\right\}^{*}}. Ainsi, lorsqu'un programmeur code un problème, les variables représentant les instances du problème sont traduites (par le compilateur dans le cas des langages statiques, par l'interpréteur dans le cas des langages dynamiques) en langage binaire. Le codage est donc un moyen de passer d'un problème abstrait à un problème concret. De fait, si la solution à une instance de problème de décision abstrait {\displaystyle i\in I} est {\displaystyle Q(i)\in \left\{0,1\right\}}, alors la solution de l'instance du problème concret {\displaystyle c(i)\in \left\{0,1\right\}^{*}} est aussi {\displaystyle Q(i)\!}. Un léger problème se pose cependant : il est possible que des éléments de {\displaystyle \left\{0,1\right\}^{*}} ne correspondent à aucune instance du problème (autrement dit, qu'ils n'ont aucun antécédent). Par commodité, on supposera que toute chaîne de ce type a pour image 0.

### Relation entre les problèmes de décisions et les algorithmes qui les résolvent
- Un algorithme {\displaystyle A\!} accepte une chaîne {\displaystyle x\in \left\{0,1\right\}^{*}} si, étant donné une entrée {\displaystyle x\!}, l'algorithme sort {\displaystyle A(x)=1\!}
- Un algorithme {\displaystyle A\!} rejette une chaîne {\displaystyle x\!} si {\displaystyle A(x)=0\!}.

#### Langage accepté
- Le langage accepté par un algorithme {\displaystyle A\!} est l'ensemble des chaînes acceptées par l'algorithme, soit {\displaystyle L=\left\{x\in \left\{0,1\right\}^{*}:A(x)=1\right\}}.

#### Langage décidé
- Un langage {\displaystyle L\!} est décidé par un algorithme {\displaystyle A\!} si toute chaîne binaire n'appartenant pas à {\displaystyle L\!} est rejetée par {\displaystyle A\!}.

#### Classe de complexité et langage
On peut, de manière informelle définir une classe de complexité comme un ensemble de langages dont l'appartenance est déterminée par une mesure de la complexité d'un algorithme qui détermine si une chaîne donnée {\displaystyle x\!} appartient au langage {\displaystyle L\!}. Ainsi la classe de complexité {\displaystyle P\!} peut-être définie comme étant l'ensemble des langages sur {\displaystyle \left\{0,1\right\}^{*}} qui sont décidés par un algorithme en temps polynomial.

## Utilité
La notion de réduction en temps polynomial est utilisée dans le cadre de la théorie de la complexité des algorithmes pour permettre la classification des problèmes. Elle permet en effet de montrer de manière formelle, et en un temps polynomial, qu'un problème est au moins aussi difficile qu'un autre : si {\displaystyle L_{1}\leq _{P}L_{2}} alors {\displaystyle L_{1}\!} n'est pas plus difficile que {\displaystyle L_{2}\!}, ou dit de manière plus théorique : {\displaystyle L_{1}\!} et {\displaystyle L_{2}\!} ont la même classe de complexité.

### Exemples de réduction
- Couvert vers subset-sum
- Clique vers 3-SAT
- SAT vers 3-SAT
- Subset-sum vers SAT
- 3-SAT vers clique
- 3-SAT vers vertex cover